# A 32
A 32, populärt kallad Lansen eller Attacklansen (även attack-Lansen men det officiella namnet är A 32), är en serie allvädersattackflygplan konstruerade av Svenska Aeroplan Aktiebolaget på beställning av Kungliga Flygförvaltningen.
Serien bygger på grundkonstruktionen Flygplan 32 (Saab 32 Lansen), vilken konstruerades för att kunna konfigureras till jakt-, attack- och spaningsplan i separata versioner: J 32, A 32, S 32.

## Historia

### Projektering
Projekteringen till vad skulle bli Saab 32 Lansen påbörjades redan 1947 innan Saab 29 Tunnan hade tagit till luften. Diverse designer konstruerades och prövades i vindtunnel, R-1100 > 1108 > 1114 > 1119, men i december 1948 kom de första skisserna på den slutgiltiga designen av SAAB 32, som då gick under arbetsnamnet R-1150. Den version som senare kom att bli A 32 kallades RA-1150 (RA för Reaktionsmotor Attack).
I december 1948 efter att flygvapnet utvärderat skisserna av R-1150 gav flygvapnet klarsignal till SAAB att påbörja detaljritningar. Flygvapnet ställde kravet att flygplanet skulle kunna bära sin beväpning från en centralt belägen bas till varje del av Sveriges 2 000 km långa kust på mindre än en timme i alla väder.
Den 8 oktober 1949 meddelade Flygförvaltningen att R-1150 fått typbeteckningen Flygplan 32. Prov med attackraketer på en attrapp till A 32-vinge utfördes mellan juli och september 1950 hos Försökscentralen.

### Prototyperna
Den första prototypen 32-1 var färdig 1952 och flög för första gången den 3 november 1952. Denna saknade efterbrännkammare (ebk) och beväpning.
Trots att den första prototypen tog till luften redan i november 1952 tog det mer än ett år innan den andra prototypen flög. Den andra prototypen, 32-2, flög den 15 december 1953 och saknade beväpning men var försedd med ebk.
Den första beväpnade prototypen var 32-3 och denna flög för första gången den 15 april 1954.
Efter 32-3 byggde man prototypen 32-4 vilken kom att byggas utifrån serieritningar.
Efter dessa 4 prototyper var flygplanstypen redo för produktion och 1955 bytte SAAB från att bygga J 29 Tunnan till A 32 Lansen.

### Beställningar
Den första beställningen på A 32 gjordes av Flygförvaltningen den 29 maj 1953 och omfattade 64 flygplan. Detta kom att följas av 3 beställningar på ytterligare 236 stycken A 32A, 116 flygplan den 22 augusti samma år, 60 flygplan den 3 september 1954 och 60 flygplan den 17 juli 1956.
Totalt beställdes 300 stycken A 32A.

## Versioner
- A 32A: Ursprunglig version. Leverans från december 1955.[7]
- A 32B: Förslag till en A 32 med samma motor som J 32B. Först förslagen 1956 som alternativ till de då beställda J 32B. Sedan förslagen 1965 som konvertering av existerande J 32B. Ej byggd.[8]
- A 32D: Nytillverkade A 32 med starkare konstruktion och RM6C motor vilket skulle ge starkare prestanda (acceleration, stighastighet etc.) men ingen hastighetsökning. Förslagen nödlösning till AJ 37 år 1965 ifall det projektet skulle stupa. Samma beväpningsalternativ som AJ 37. Leveranser ansågs kunna starta 1972. Ej byggd.[8]

## Avionik
Avioniken i A 32A var för sin tid mycket omfattande och den gav besättningen möjlighet att flyga och navigera i alla vädersituationer.
Flygplanet var utrustat med navigeringsradarn PN-50/A som kunde känna av riktning och avstånd till markradarstationer, samt en radarhöjdmätare som kunde känna av den underliggande terrängens topografi.
För att lokalisera mål till sjöss och på land användes spaningsradarn PS-431/A som på en indikator gav en kartliknande bild som visade fartyg, kustlinjer och öar.
Flygplanet var utrustat med Radarvarnare F 9/5. Radarvarnare F 9/5 hade 4st antenner(2st i stjärten och 1st per sida i nosen) samt Apparat 11 monterat i nosen av Rämsfällaren som tog emot radarsignaler rakt framifrån.

## Beväpning

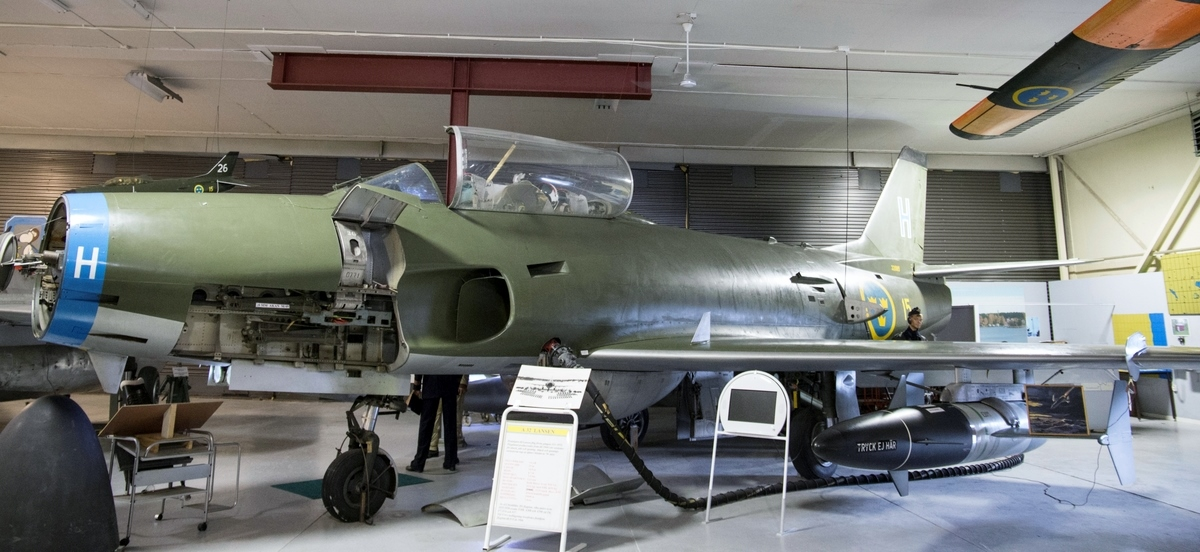
A 32 Lansen med vänster akanutrymme öppet. Nedre kanonen är bortmonterad. Notera de hydrauliska luckorna framför kanonmynningarna.

### Fast beväpning
Som fast beväpning hade A 32 fyra stycken 20 mm automatkanon m/49 (20 mm akan m/49) belägna i den nedre delen av nospartiet. Mynningarna till kanonerna kunde stängas till med hydrauliska luckor för att göra flygplanet mer strömlinjeformat när de inte användes.
20 mm akan m/49 ansågs både pålitlig och effektiv för sin tid. Den hade en eldhastighet på 775 patroner per minut vilket var relativt högt för en kanon av dess klass. Typen var konstruerad av Bofors och var en vidareutveckling av en tidigare automatkanon, 20 mm akan m/45, vilken också var konstruerad av Bofors.
Vardera kanon hade ett magasin om 180 patroner men trots detta flög man normalt enbart med 90 patroner (ursprungligen 80). Som stridsammunition användes primärt mingranat och diverse pansarbrandgranater.

#### Stridsammunition
- 20 mm granat m/47 (20 mm gr m/47): Schweizisk konstruktion av Hispano-Suiza som betecknades RID av tillverkaren.[14] Typen är en brand-spräng-pansar-granat (normalt nerkortat till granat)[15] och består av en pansarprojektil försedd med två brandsprängladdningar, en i spetsen och en i basen.[16] Vid initialt anslag antänds spetsladdningen vilken är menad att spränga ett hål i målets yttre skydd, till exempel ett flygplans aluminiumhölje. Detta tillåter den interna pansarkroppen att fortsätta in i målet utan större påverkan vilken sedan kan penetrera skyddade komponenter som ett flygplans bränsletankar. Vid genomslag i skyddade komponenter antänds basladdningen vilken då skapar ytterligare skada eller brand. I engelsk benämning definieras typen som "Armour-piercing incendiary with double effect" (pansarbrytande antändande med dubbeleffekt).[14]
- 20 mm pansargranat m/47 (20 mm pgr m/47): Samma konstruktion som 20 mm gr m/47 fast med spetsladdningen deaktiverad. I deaktiveringen har laddningens sprängkapsel blivit utbytt mot en barlastad sådan.[16] Detta ökar granatens genomslag då detonation av spetsladdningen normalt saktar ner pansarkroppen. Dock är verkan i mål något mindre på grund av avsaknaden av spetsladdningens detonation.
- 20 mm spårljusgranat m/47 (20 mm slgr m/47): Samma konstruktion som 20 mm gr m/47 fast med basladdningen utbytt mot en spårljussats.[16] Detta ger granaten spårljus vilket hjälper hjälper piloten att sikta. Trots att basladdningen är borta är spetsladdningen fortfarande skarp vilket gör att granaten fortfarande kan användas effektivt mot mjuka mål.[16]
- 20 mm mingranat m/52 (20 mm mgr m/52): Svensk konstruktion av Bofors. Typen är en så kallad mingranat, det vill säga en explosiv högkapacitetsgranat med brandsprängladdning. Granaten har ett väldigt tunt hölje för att kunna bära så mycket sprängämne som praktiskt möjligt. I spetsen satt ett ögonblickligt högkänsligt spetsanslagsrör, vilken gav granaten mycket bra verkan mot flygmål och oskyddade markmål.[16]

### Yttre beväpning

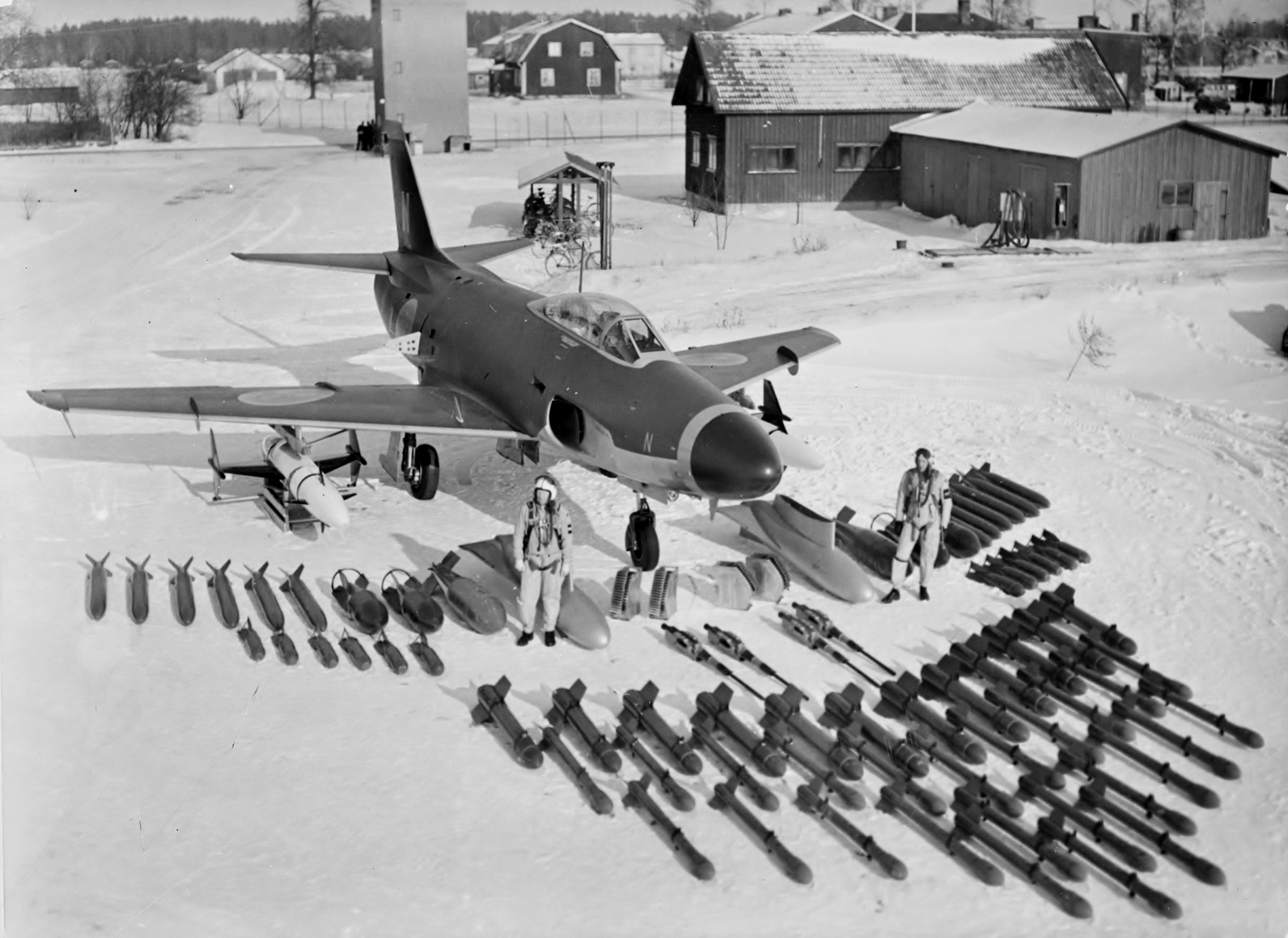
A 32A Lansen med olika beväpningsalternativ.
Längst fram ligger 15 cm sprängraket m/51.
Sedan kommer 18 cm halvpansarraket m/49.
Sedan 50 kg sprängbomb m/47.
Ytterst ligger 80 kg lysbomb m/60.
Sedan 250 kg minbomb m/50.
Sedan 500 kg minbomb m/56.
Sedan fälltankar till en Saab 29.
Under vingarna sitter Robot 04.

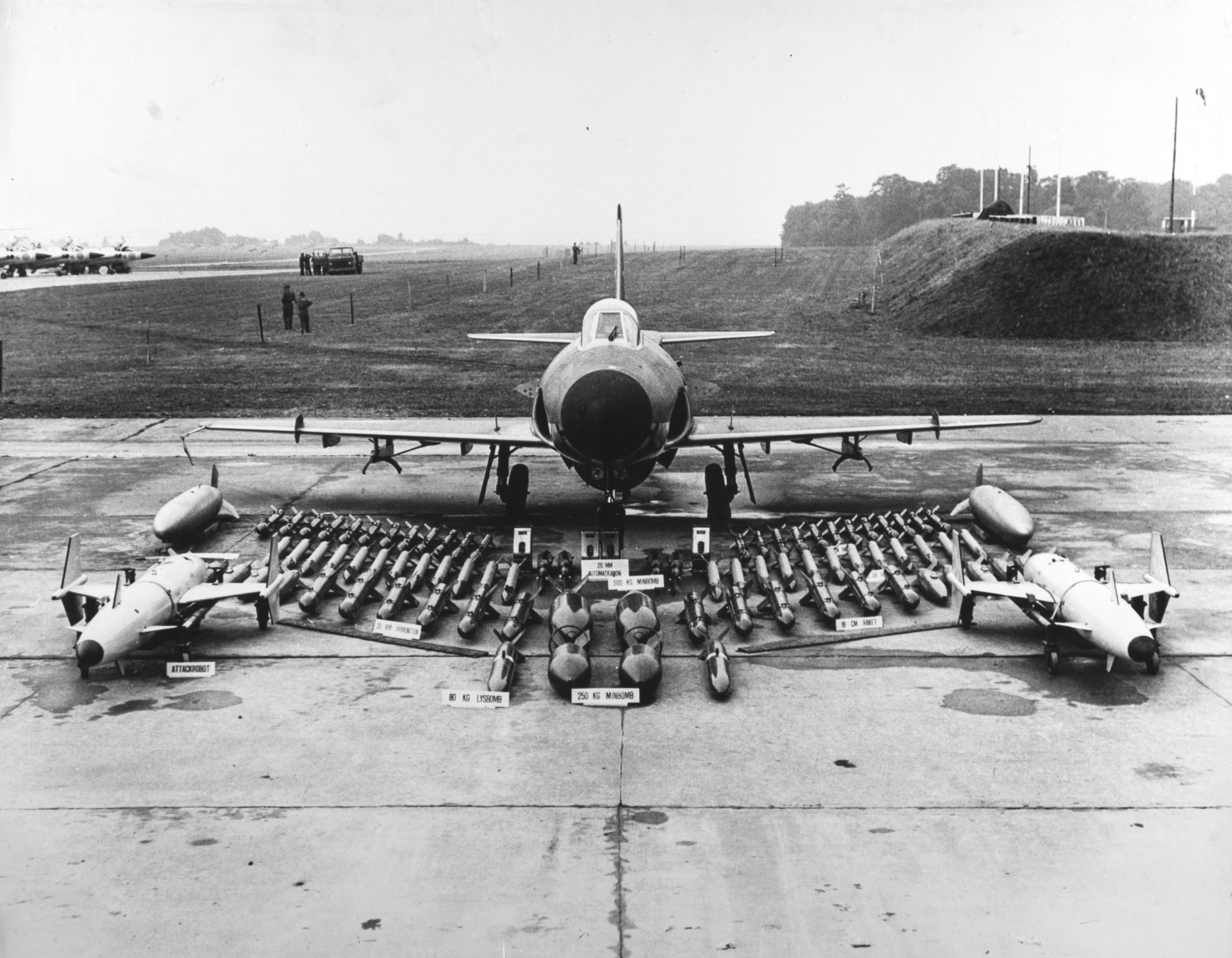
Flygplan A 32 Lansen med beväpningsalternativ.

A 32 kunde beväpnas med en hel del olika yttre vapenlaster. Dessa laster varierade stort och bestod av diverse flygbomber, attackraketer och sjömålsrobotar. Med full last och beväpning räckte kraften i motorn knappt till för att starta, därför och av säkerhetsskäl genomfördes normalt start med tänd efterbrännkammare (ebk) som stängdes av när hastigheten nått 400 km/h. De tyngsta lastalternativen vägde nästan 1850 kg.

#### Balklägen
För upphängning av vapenlast använde man så kallade vapenbalkar, vilka monterades under vingarna eller flygkroppen på så kallade balklägen. Totalt fanns tretton stycken balkfästen på A 32, sex per vinge och en under buken. Vingarnas balklägen numrerades 1 till 6 från kroppen, medan bukens balkläge numrerades som 7. 
Då vinglaster ofta krävde att man hängde likadan last under vardera vinge brukade man generellt inte särskilja på vingarnas balklägen. Sa man bara balkläge 1 syftade man på balkläge 1 för båda vingarna. Vid de tillfällen man behövde särskilja på vingarnas balklägen sa man antingen höger/vänster balkläge X eller så använde man prefix som H eller V (V1, H1, etc.). Buken hade prefixet C för center (C7).
Vissa balklägen var förstärkta för att kunna bära tunga flygbomber eller sjömålsrobotar, medan resterande enbart kunde bära raketer eller lättare bomber. Balkläge V5 och H5 kunde bära flygbomber upp till över 280 kg medan balkläge V2, H2 och C7 kunde bära flygbomber upp till över 620 kg. Balkläge V4 och H4 kunde istället bära attackrobotar över 630 kg. 
Balkläge C7 kunde även montera en extern extratank.

#### Balkar

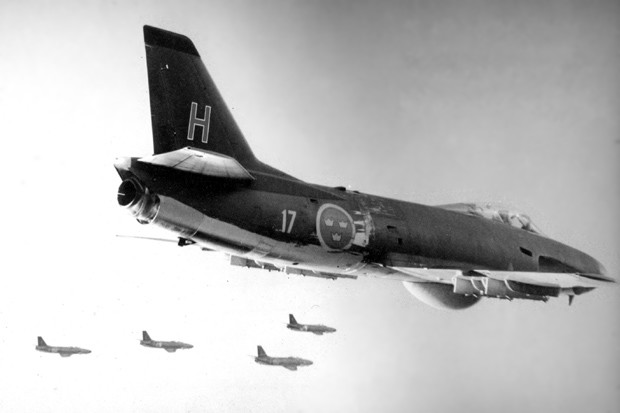
A 32A från F 17 med en kombination av 8 stycken A-balkar och 4 stycken B-balkar, våren 1960.

Olika vapenlaster krävde även montering av olika balktyper på planet. Vissa balktyper bar lätta bomber och raketer medan andra bar tunga bomber eller sjömålsrobotar.
- Balk A: Flygbomb eller raketer upp till 120 kg.
(Balklägen: V1-6, H1-6)
- Balk B: Flygbomb mellan 250 och 600 kg.
(Balklägen: V5, V2, H2, H5)
- Balk D: Flygbomb mellan 250 och 600 kg. Centerbalk.
(Balklägen: C7)
- Balk GV: Sjömålsrobot Robot 04. Vänsterbalk.
(Balklägen: V4)
- Balk GH: Sjömålsrobot Robot 04. Högerbalk.
(Balklägen: H4)
- Balk BF: Remsfällare Box 3. Modifierad Balk B.
(Balklägen: V5)

Normalt flög A 32A med en kombination av 8 stycken A-balkar och 4 stycken B-balkar.

#### Laster
| Vapentyp  | Vapen                                 | Balktyp | Balklägen | Balklägen | Balklägen | Balklägen | Balklägen | Balklägen | Balklägen | Balklägen | Balklägen | Balklägen | Balklägen | Balklägen | Balklägen |
| Vapentyp  | Vapen                                 | Balktyp | V6        | V5        | V4        | V3        | V2        | V1        | C7        | H1        | H2        | H3        | H4        | H5        | H6        |
| --------- | ------------------------------------- | ------- | --------- | --------- | --------- | --------- | --------- | --------- | --------- | --------- | --------- | --------- | --------- | --------- | --------- |
| Raket     | 6 cm övningsraket m/54                | Balk A  | 1x        | 1x        | 1x        | 1x        | 1x        | 1x        |           | 1x        | 1x        | 1x        | 1x        | 1x        | 1x        |
| Raket     | 6,3 cm övningsraket m/60              | Balk A  | 1x        | 1x        | 1x        | 1x        | 1x        | 1x        |           | 1x        | 1x        | 1x        | 1x        | 1x        | 1x        |
| Raket     | 13,5 cm sprängraket m/56B, m/56C      | Balk A  | 2x        | 2x        | 2x        | 2x        | 2x        | 2x        |           | 2x        | 2x        | 2x        | 2x        | 2x        | 2x        |
| Raket     | 14,5 cm pansarsprängraket m/49, m/49B | Balk A  | 2x        | 2x        | 2x        | 2x        | 2x        | 2x        |           | 2x        | 2x        | 2x        | 2x        | 2x        | 2x        |
| Raket     | 15 cm sprängraket m/51, m/51A, m/51B  | Balk A  | 2x        | 2x        | 2x        | 2x        | 2x        | 2x        |           | 2x        | 2x        | 2x        | 2x        | 2x        | 2x        |
| Raket     | 18 cm halvpansarraket m/49, m/49B     | Balk A  | 1x        | 1x        | 1x        | 1x        | 1x        | 1x        |           | 1x        | 1x        | 1x        | 1x        | 1x        | 1x        |
| Lätt bomb | 15 kg övningsbomb m/55                | Balk A  | 1x        | 1x        | 1x        | 1x        | 1x        | 1x        |           | 1x        | 1x        | 1x        | 1x        | 1x        | 1x        |
| Lätt bomb | 50 kg sprängbomb m/42                 | Balk A  | 1x        | 1x        | 1x        | 1x        | 1x        | 1x        |           | 1x        | 1x        | 1x        | 1x        | 1x        | 1x        |
| Lätt bomb | 50 kg sprängbomb m/47                 | Balk A  | 1x        | 1x        | 1x        | 1x        | 1x        | 1x        |           | 1x        | 1x        | 1x        | 1x        | 1x        | 1x        |
| Lätt bomb | 80 kg lysbomb m/60A, m/60B            | Balk A  | 1x        | 1x        | 1x        | 1x        | 1x        | 1x        |           | 1x        | 1x        | 1x        | 1x        | 1x        | 1x        |
| Lätt bomb | 120 kg sprängbomb m/61                | Balk A  | 1x        | 1x        | 1x        | 1x        | 1x        | 1x        |           | 1x        | 1x        | 1x        | 1x        | 1x        | 1x        |
| Tung bomb | 250 kg minbomb m/50                   | Balk B  |           | 1x        |           |           | 1x        |           |           |           | 1x        |           |           | 1x        |           |
| Tung bomb | 250 kg minbomb m/50                   | Balk D  |           |           |           |           |           |           | 1x        |           |           |           |           |           |           |
| Tung bomb | 500 kg minbomb m/56                   | Balk B  |           |           |           |           | 1x        |           |           |           | 1x        |           |           |           |           |
| Tung bomb | 500 kg minbomb m/56                   | Balk D  |           |           |           |           |           |           | 1x        |           |           |           |           |           |           |
| Tung bomb | 500 kg brandbomb m/58                 | Balk B  |           |           |           |           | 1x        |           |           |           | 1x        |           |           |           |           |
| Tung bomb | 500 kg brandbomb m/58                 | Balk D  |           |           |           |           |           |           | 1x        |           |           |           |           |           |           |
| Tung bomb | 600 kg minbomb m/50                   | Balk B  |           |           |           |           | 1x        |           |           |           | 1x        |           |           |           |           |
| Tung bomb | 600 kg minbomb m/50                   | Balk D  |           |           |           |           |           |           | 1x        |           |           |           |           |           |           |
| Robot     | Robot 04C, 04D                        | Balk GV |           |           | 1x        |           |           |           |           |           |           |           |           |           |           |
| Robot     | Robot 04C, 04D                        | Balk GH |           |           |           |           |           |           |           |           |           |           | 1x        |           |           |
| Motmedel  | Remsfällare Box 3 (kräver motvikt)    | Balk BF |           | 1x        |           |           |           |           |           |           |           |           |           |           |           |

## A 32A på förband
Vid inflygning på Lansen använde man inte någon skolversion, utan utrustade några vanliga A 32A med dubbelkommando. För att utbilda navigatörpersonal utrustades några Tp 83 med samma spaningsradar och pejlutrustning som fanns i A 32A, i en specialbyggd noskon. Fördelen var att flera navigatörer kunde utbildas samtidigt i en flygande lektionssal.

### Blekinge flygflottilj (F 17)
Första flottilj som ombeväpnade till A 32A blev Blekinge flygflottilj (F 17), som tillfördes sin första A 32A den 24 maj 1956. Hösten 1956 gjordes den sista flygningen med T 18B på F 17 och samtliga tre divisioner var därmed ombeväpnade till A 32A. Totalt 90 stycken A 32A kom att baseras på F 17 under de 19 år det var aktivt.

### Skaraborgs flygflottilj (F 7)
Skaraborgs flygflottilj (F 7) kom att bli den andra flottiljen som ombeväpnade till A 32A. Övergången till A 32A kom att gå lite smidigare än vid F 17, eftersom F 7 tidigare använt A 29 och därmed hade "jetvana". Trots det ansågs steget mellan Tunnan och Lansen som större än mellan tidigare flygplanstyper. De första flygplanen levererades till F 7 under hösten 1956 och hela flottiljen var ombeväpnad våren 1957. F 7 kom att använda A 32A till 1974, då det ersattes av AJ 37 Viggen. 

### Hallands flygflottilj (F 14)
Hallands flygflottilj (F 14) ombeväpnade från J 28 till A 32A under 1957. På grund av minskade anslag till flygvapnet bestämdes 1958 att två flottiljer skulle läggas ner. Valet kom att falla på Svea och Hallands flygflottiljer där flottiljen var placerad nära Länssjukhuset i Halmstad, vilket skapade buller och vibrationsproblem som störde verksamheten. Redan hösten 1959 överfördes de första flygplanen till Hälsinge flygflottilj och 26 april 1961 lämnade det sista A 32A Halmstad.

### Västgöta flygflottilj (F 6)
Västgöta flygflottilj (F 6) tillfördes sina första A 32A som ersättning för A 29 år 1957. Omskolningen av hela flottiljen var klar 1958, men på grund av platsbrist förrådsplacerades några flygplan på F 9 Säve. Sista flygningen med A 32A vid F 6 genomfördes den 15 februari 1978 då den ersattes med AJ 37. Totalt kom F 6 att disponera 116 flygplansindivider under de 21 år som A 32A var aktivt vid flottiljen.

### Hälsinge flygflottilj (F 15)
Sedan Hälsinge flygflottilj (F 15) bildades 1945 har den varit en jaktflottilj med flygplan som J 21, J 28 och J 29. I och med att de första A 32A överfördes från F 14 år 1959, blev F 15 ett attackförband. Eftersom A 32A var det flygplan inom flygvapnet som krävde de längsta flygfälten, tvingades man att förlänga banorna vid Söderhamn för att få tillfredsställande marginaler vid start av fullastade A 32:or. Man inledde flygning med A 32A vid flottiljen våren 1960 och samtliga tre divisioner var klara med omskolningen 1961. Eftersom flygvapnet tvingades att minska ner antalet divisioner på grund av minskade anslag 1967 drogs den tredje divisionen vid F 15 in. De två återstående divisionerna flög med A 32A fram till 1974, då första divisionen ombeväpnade till AJ 37 och 1975 då andra divisionen ombeväpnade till AJ 37 och Sk 37.

## A32 på museum
Av alla 287 tillverkade flygplansindivider av A 32 Lansen finns idag sex individer sparade i Sverige. 
- 32070: som renoverat flygplan, dock ej luftvärdigt (SwAFHF).
- 32085: inne på före detta Hälsinge flygflottilj (F 15) i Söderhamn, på F 15 flottiljmuseum
- 32094/32127: Tidigare inne på före detta Hallands flygflottilj (F 14), numera Försvarsmaktens tekniska skola (FMTS) i Halmstad, från och med 7 december 2019 vid rondell vid infarten till civila flygstationen Halmstad City Airport.
- 32151: Innanför flottiljvakten vid Blekinge flygflottilj (F 17), på F 17 Museum.
- 32197: Flygvapenmuseum i Linköping.
- 32259: utanför flottiljvakten vid före detta Västgöta flygflottilj (F 6) i Karlsborg